# 케네스흰이빨쥐
케네스흰이빨쥐 또는 매켄지흰이빨쥐(Berylmys mackenziei)는 쥐과에 속하는 설치류의 일종이다. 중국과 인도, 미얀마, 베트남에서 발견된다.

## 특징
큰 설치류로 꼬리 길이 248~262mm를 제외한 몸길이가 233~272mm이다. 발 길이는 50~61mm, 귀 길이는 27~31mm이고 몸무게는 최대 265g이다.